# Traffic-vis
Traffic-Vis es un demonio que monitoriza el tráfico TCP/IP y convierte esta información en gráficos en ASCII, HTML o Postscript. Traffic-vis también permite analizar el tráfico entre hosts para determinar qué hosts han comunicado y el volumen de su intercambio (tenga en cuenta que se necesita libpcap).